# Montemorelos
Montemorelos ist eine mexikanische Stadt mit ca. 50.000 Einwohnern und Hauptort der gleichnamigen Gemeinde (municipio) mit insgesamt ca. 70.000 Einwohnern.

## Lage und Klima
Die Stadt Montemorelos liegt ca. 82 km (Fahrtstrecke) südöstlich von Monterrey im Tal des Río Pilón auf der Ostseite der Sierra Madre Oriental in einer Höhe von ca. 420 m; der Golf von Mexiko ist ca. 150 km (Luftlinie) entfernt. Das Klima ist gemäßigt bis warm und manchmal sogar schwül; Regen (ca. 860 mm/Jahr) fällt nahezu ausschließlich im Sommerhalbjahr.

## Bevölkerungsentwicklung
| Jahr      | 2000   | 2005   | 2010   |
| Einwohner | 37.713 | 38.122 | 45.108 |

Der stetige Bevölkerungsanstieg beruht im Wesentlichen auf der Zuwanderung von Familien aus den Dörfern der Umgebung. Die Bevölkerung besteht hauptsächlich aus Indianern und Mestizen; gesprochen wird jedoch zumeist Spanisch.

## Wirtschaft
In Montemorelos wurde die erste Orangensaft-Produktionsmaschine in Lateinamerika gebaut, weil es wegen des milden Klimas und des fruchtbaren Bodens ein geeigneter Anbauort für Zitrusfrüchte aller Art ist. Deswegen wird Montemorelos auch Capital naranjera genannt. Des Weiteren gibt es eine große Fruchtverarbeitungsfabrik. Außerdem hat der US-amerikanische Nahrungsmittelkonzern Mars eine kleine Fabrik in Montemorelos.

## Geschichte
Vor der Ankunft der Spanier um die Mitte des 16. Jahrhunderts lebten in der Region hauptsächlich nomadisierende Indios. Die Spanier gründeten erste Haziendas und zwangen die Indios zur Sesshaftigkeit und zur Arbeit auf ihrem Land. Als Gründungsdatum des Ortes Villa de San Mateo del Pilón gilt das Jahr 1637, als der Gouverneur Martín de Zavala dem Hauptmann Alonso De León im Valle del Pilón Land übertrug, doch erst im Jahr 1665 wurde eine erste steinerne Kirche gebaut, die ab dem Jahr 1817 allmählich durch den heutigen Bau ersetzt wurde. Im Jahr 1825 erhielt der Ort – nach seiner Umbenennung zu Ehren des Unabhängigkeitskämpfers (insurgente) José María Morelos – die Stadtrechte (ciudad).

## Sehenswürdigkeiten
In Montemorelos gibt es einige Sehenswürdigkeiten, so unter anderem eine ca. 20 m hohe Statue von Morelos mit gesprengten Ketten in den Händen oberhalb der Stadt am Hang eines Berges. Zentrum der Stadt ist die Plaza Principal mit der Pfarrkirche Sagrado Corazón de Jesús, die von einer deutschen Stiftung renoviert wurde, und dem Rathaus (Presidencia Municipal). Ferner hat Montemorelos ein Museum zur Geschichte der Stadt und ihrer Orangenindustrie.

## Universität
Montemorelos ist Sitz der Universidad de Montemorelos, einer im Jahr 1942 gegründeten Universität der Siebenten-Tags-Adventisten. Die Universität beinhaltet sowohl eine Preparatoria (Vorbereitungslehrgänge), als auch sehr viele Studiengänge, wie zum Beispiel Medizin. Außerdem gibt es ein universitätseigenes Krankenhaus.